# Szergej Valerjevics Kosztyenko
Szergej Valerjevics Kosztyenko (oroszul: Сергей Валерьевич Костенко; Moszkva, 1963. április 20.–) orosz üzletember, gépészmérnök,  kiképzett űrhajós.

## Életpálya
1985-ben a moszkvai Olaj-és Gázipari Főiskolán gépészmérnök diplomát szerzett. 1985–1990 között az Össz-szövetségi Kőolajipari Gépgyártási Tudományos Kutatóintézet tudományos munkatársa volt. 1992-től 1998-ig dohány- és kávéforgalmazó cégek vezetője. 2000-től a Space Adventures utazási iroda vezetője.
2005. július 6-tól részesült űrhajóskiképzésben a Jurij Gagarin Űrhajós Kiképző Központban. Űrhajós pályafutását 2005. október 11-én fejezte be.

## Tartalék személyzet
Szojuz TMA–7 speciális űrturistája.